# Przeszkadzanie w wyborach
Przeszkadzanie w wyborach – występek przeciwko wyborom i referendom zagrożony karą pozbawienia wolności od 3 miesięcy do lat 5 (art. 249 kk).
Za ten typ czynu zabronionego odpowiada ten kto przemocą, groźbą bezprawną lub podstępem przeszkadza:
1. odbyciu zgromadzenia poprzedzającego głosowanie,
2. swobodnemu wykonywaniu prawa do kandydowania lub głosowania,
3. głosowaniu lub obliczaniu głosów,
4. sporządzaniu protokołów lub innych dokumentów wyborczych albo referendalnych.